# Howard E. Rollins Jr.
Howard Ellsworth Rollins Jr. (ur. 17 października 1950 w Baltimore, zm. 8 grudnia 1996 w Nowym Jorku) — amerykański aktor. 

## Życiorys
Urodził się w Baltimore w stanie Maryland jako najmłodszy z czwórki dzieci Ruth R. Rollins i Howarda Ellsworth Rollins Seniora. Jego matka była pracownikiem domowym, a ojciec hutnikiem, który zmarł w 1980. Po ukończeniu szkoły średniej, studiował na wydziale teatralnym w Towson State College w Towson. 
Debiutował na małym ekranie w roli Slicka w operze mydlanej Maryland Public Television / PBS Our Street (1972). W 1974 przeniósł się do Nowego Jorku, gdzie wystąpił w produkcjach broadwayowskich: We Interrupt This Program (1975), The Mighty Gents (1978) i G.R. Point (1979). Zagrał Andrew Younga w miniserialu NBC Martin Luther King (1978), Jamesa Smitha w dramacie telewizyjnym PBS Proces Moke (The Trial of the Moke, 1979) z Alfre Woodard i George’a Haleya w miniserialu ABC Korzenie: Następne pokolenia (Roots: The Next Generations, 1978).
Za rolę Coalhouse Walkera Jr. w dramacie Miloša Formana Ragtime (1981) na podstawie powieści E.L. Doctorowa został nominowany do Oscara dla najlepszego aktora drugoplanowego oraz zdobył dwie nominacje do Złotego Globu dla nowej gwiazdy i najlepszego aktora drugoplanowego. Rola Eda Hardinga w operze mydlanej NBC Inny świat (Another World, 1982) przyniosła mu nominacje do nagrody Emmy. Wystąpił w roli Martina Luthera Kinga seniora, ojca Martina Luthera Kinga w biograficznym dramacie telewizyjnym The Boy King (1986). Grał także w londyńskim przedstawieniu I’m Not Rappaport oraz kanadyjskim spektaklu Otello. Wystąpił w roli Josepha w dramacie Pijacy (Drunks, 1995), którego akcja rozgrywa się na spotkaniu Anonimowych Alkoholików. 
Jesienią 1996 u Rollinsa zdiagnozowano AIDS. Sześć tygodni później, 8 grudnia 1996 zmarł w szpitalu St. Luke’s-Roosevelt w Nowym Jorku w wieku 46 lat z powodu powikłań chłoniaka. Został pochowany na cmentarzu Woodlawn w rodzinnym Baltimore.

## Wybrana filmografia
Filmy
- 1981: Ragtime jako Coalhouse Walker Jr.
- 1984: Dom Boży (The House of God) jako Chuck Johnston
- 1984: Opowieści żołnierza (A Soldier’s Story) jako kapitan Davenport
- 1984: Zwolniony, zatrudniona (He’s Fired, She’s Hired, TV) jako Raoul
- 1986: Dzieci z Times Square (The Children of Times Square, TV) jako Otis Travis
- 1992: Zbrodniczy plan (With Murder in Mind, TV) jako Samuel Carver
- 1996: Harambee! (TV) jako Chimbuko

Seriale
- 1979: Korzenie: Następne pokolenia jako George Haley
- 1982: Inny świat jako Ed Harding
- 1985: Wildside jako Bannister Sparks
- 1994: Oblicza Nowego Jorku jako wielebny Hundley